# Charles Méray
Hugues Charles Robert Méray (Chalon-sur-Saône, Saône-et-Loire, 12 de novembro de 1835 – Dijon, 2 de fevereiro de 1911) foi um matemático francês.
É notável por ter sido o primeiro a publicar uma teoria aritmética dos números irracionais. Seu trabalho não surge com destaque na história da matemática porque a França, na época, estava menos interessada nesta questão que a Alemanha.
Foi palestrante do Congresso Internacional de Matemáticos em Paris (1900).